# Hilja Tavaststjerna
Hilja Sula Tavaststjerna, född 22 februari 1848 i Sankt Petersburg, död 14 januari 1924 i Åbo, var en finlandssvensk barnboksförfattare och dramatiker.

## Biografi
Hilja Tavaststjerna var dotter till överste Carl Johan Tawaststjerna och hans hustru Hilda, född Tawaststjerna. Tavaststjerna tog lärarexamen och verkade 1879–1900 som föreståndare för Privata svenska fruntimmersskolan i Helsingfors. Hon bearbetade även sagor till pjäser som framfördes på skolor och olika fester. Tavaststjerna debuterade 1890 med För barnen – sagor. År 1900 utgavs pjässamlingen Sagospel som bland annat innehöll en dramatisering av Askungen. 1906 publicerades den för barn i en ny utökad version.